# Robottörténetek
A Robottörténetek (angolul: The Complete Robot) egy sci-fi novelláskötet, amely 1982-ben jelent meg, s Isaac Asimov 1940 és 1976 között megjelent robotos történeteit tartalmazza. Tartalmaz minden novellát az Én, a robotból, és a csak angolul olvasható The Rest of the Robotsból, valamint egyéb történeteket is. Habár önállóan is megállnak, közös témájuk az emberek és robotok viszonya. Magyarul a Móra Ferenc Könyvkiadó gondozásában jelent meg 1993-ban, két kötetben.

## Tartalom

### 1. kötet
- Egy fiú legjobb barátja
- Sally
- Egy szép napon
- Nézőpont
- Gondolkozz!
- Igaz szerelem
- Az AL–76-os robot elkeveredik
- Akaratlan diadal
- Idegen a Paradicsomban
- A fényvers
- A fajvédő
- Robbie
- Gyülekező
- Tükörkép
- Botrány az ünnepségen
- Az Első Törvény
- Körbe-körbe
- Logika
- Fogd meg a nyulat!

### 2. kötet
- Te hazug!
- Tökéletes kiszolgálás
- Lenny
- Rabszolga
- Az eltűnt robot
- A kockázat
- A csillagokba!
- Bizonyíték
- Az elkerülhető konfliktus
- Női ösztön
- …hogy engedelmességgel tartozol Neki
- A két évszázados ember

### Az Alapítvány–Birodalom–Robot univerzumból kimaradó történetek
A történetek közül néhányat – különböző okok miatt – nem sorolnak a robot, és egyben az Alapítvány–Birodalom–Robot sorozatba sem. Ezek a következők:
- Sally
- Egy szép napon
- Nézőpont
- Gondolkozz!
- Igaz szerelem
- Akaratlan diadal
- Idegen a Paradicsomban
- A fajvédő
- Gyülekező
- Botrány az ünnepségen

### Kimaradt történetek
A gyűjtemény Asimov robotos történeteinek nagy részét tartalmazza, de nem az összeset. A kimaradó novellák a következők:
- Robotálmok (kötet: Robot Dreams)
- Karácsony Rodney nélkül (kötet: Robot Visions)
- Cal (kötet: Gold)
- Öcsi (kötet: Gold)
- Föld Anya (kötet: Halálos ítélet)